# Alice Babs

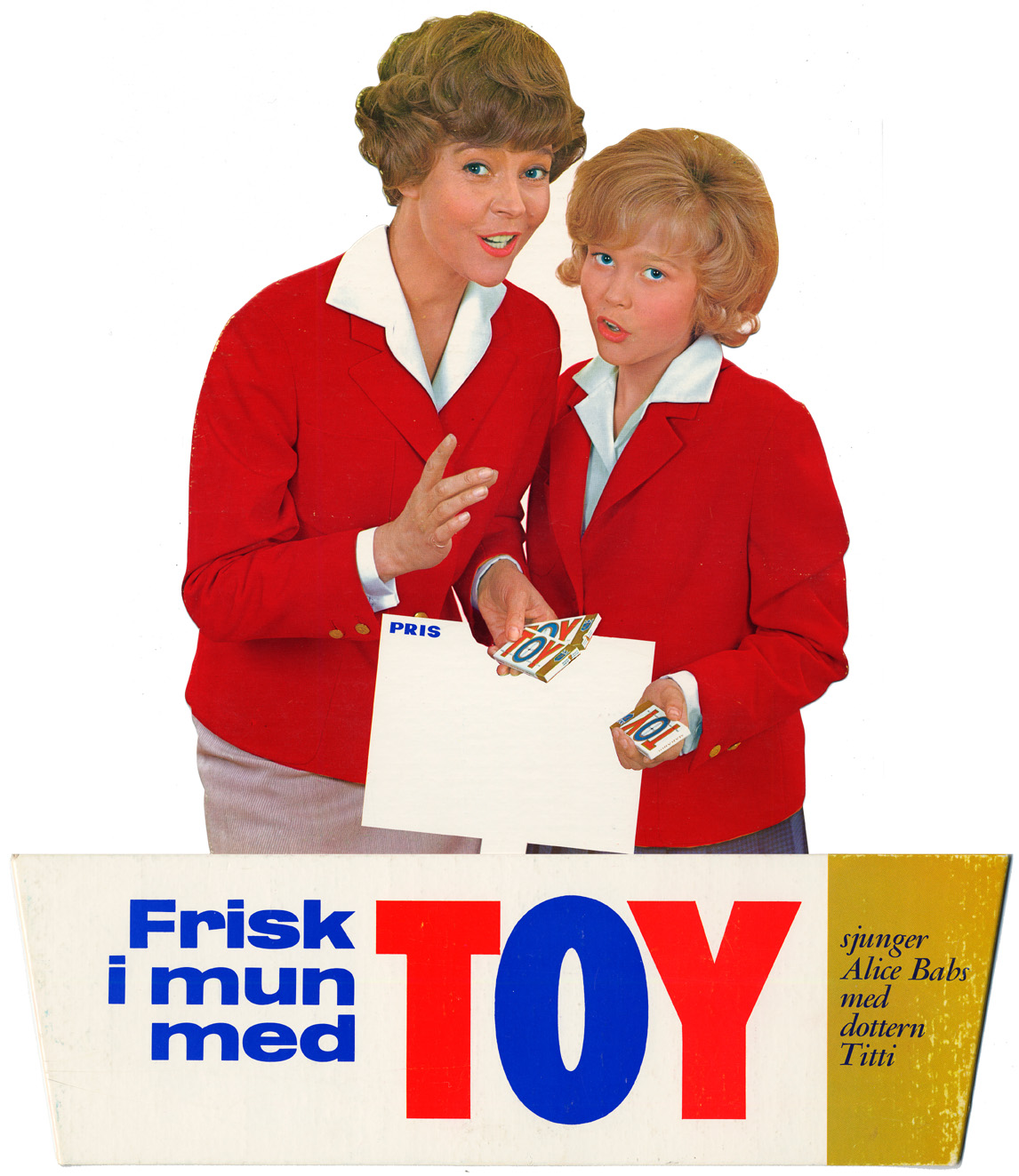
Alice Babs e Titti Sjöblom num anúncio publicitário da década de 1960.

Alice Babs (nome verdadeiro:  Hildur Alice Nilsson (Kalmar, 26 de janeiro de 1924 — 11 de fevereiro de 2014) foi uma cantora e atriz sueca. Embora trabalhasse em grande número de géneros, era melhor conhecida internacionalmente como cantora de jazz. Em 1939, já cantava em clubes noturnos. Tornou-se conhecida através do filme Swing it magistern  (1940). Participou em mais de uma dúzia de filmes suecos.
Em 1958, foi a primeira cantora a representar a Suécia no Festival Eurovisão da Canção, terminando a competição em 4º lugar, interpetando a canção Lilla stjärna (Estrelinha). Nesse mesmo ano, formaria a banda Swe-Danes, com Ulrik Neumann e Svend Asmussen. Esta banda faria uma tourneé pelos Estados Unidos e foi dissolvida em 1961. Em 1963, iniciou um período de colaboração com Duke Ellington. Entre outros trabalhos, interpretou o seu segundo e terceiro Sacred Concerts que foram originalmente escritos para ela. A sua voz tinha um grande alcance e Ellington disse que quando ela não cantava as partes que eram para ela, ele tinha de usar três diferentes cantoras.
Residia em Marbella, Espanha.

## Discografia
Por ordem cronológica está a discografia de Alice Babs:
- Vax Records	CD 1003	Alice Babs & Nisse Linds Hot-trio	Orig-insp. 1939-41
- Naxos	8.120759	Swingflickan 	Orig-insp. 1939-44
- Vax Records	CD 1000	Early recordings 1939-1949
- Klara skivan	KLA 7802-2	Joddlarflickan (2-cd)	Orig-insp. 1939-51
- Phontastic	PHONTCD 9302	Swing it! Alice Babs!	Orig-insp. 1939-53
- Sonora	548493-2	Swing it, Alice! (2-cd)	Orig-insp. 1939-63
- Sonora	529315-2	Ett glatt humör	Orig-insp. 1940-42
- Odeon	7C138-35971/2	Alice Babs 1942-1947
- Metronome	8573-84676-2	Guldkorn	Orig-insp. 1951-58
- Metronome	4509-93189-2	Metronomeåren 1951-58
- Metronome	5050467-1616-2-7	Alice Babs bästa (2-cd)	Orig-insp. 1951-61
- Bear Family	BCD 15809-AH	Mitsommernacht	Orig-insp. 1953-59
- Bear Family	BCD 15814-AH	Lollipop	Orig-insp. 1953-59
- EMI	7243-5-96148-2-3	Diamanter (2-cd)	Orig-insp. 1958-60
- EMI	7243-5-20153-2-0	Just you, just me	Orig-insp. 1958-72
- Pickwick	751146	Regntunga skyar	Orig-insp. 1958-72
- Metronome	4509-95438-2	Swe-Danes Scandinavian Shuffle Orig-insp. 1959
- RCA	74321-12719-2	Alice and Wonderband Orig-insp. 1959
- Swedish Society Discofil	SWECD 401	Sjung med oss mamma (Alice Tegnér)	Orig-insp. 1963
- Swedish Society Discofil	SWECD 400	Alice Babs	Orig-insp. 1964
- Swedish Society Discofil	SWECD 402	Scandinavian songs (Svend Asmussen) Orig-insp. 1964
- Prophone	PCD 050	Yesterday	Orig-insp. 1966-75
- EMI	7243 5398942 2 	Den olydiga ballongen/Hej du måne	Orig-insp. 1968-76
- Prophone	PCD 045	What a joy!	Orig-insp. 1972-80
- Bluebell	ABCD 052	There's something about me	Orig-insp. 1973-78
- Prophone	PCD 021	Serenading Duke Ellington Orig-insp. 1974-75
- Swedish Society Discofil	SCD 3003	Om sommaren sköna - Sjunger Alice Tegnér	Orig-insp. 1974
- Bluebell	ABCD 005	Far away star	Orig-insp. 1977
- RCA Victor	74321-62363-2	Swingtime again	Orig-insp. 1998
- Sony	SK 61797	A church blues for Alice	Orig-insp. 1999
- Prophone	PCD 062	Don't be blue	Orig-insp. 2001

## Filmografia
Alice Babs participou segundo o IMDB em 17 filmes de língua sueca.
1. Blixt och dunder (1938) .... Flower Girl
2. Swing it magistern (1940) (as Alice 'Babs' Nilson) .... Inga Danell/Linda Loy
3. Magistrarna på sommarlov (1941) .... Inga Danell
4. Vårat gäng (1942) (as Alice 'Babs' Nilsson) .... Alice Bergendahl
5. Trallande jänta, En (1942) .... Inger 'Babs' Jansson
6. Örnungar (1944) .... Marianne Hedvall
7. Glada kalaset, Det (1946) (as Alice Babs Nilsson) .... Anita
8. Sången om Stockholm (1947) .... Britt Forsberg
9. Drömsemester (1952) .... Alice Babs
10. Kungen av Dalarna (1953) .... Alice Babs
11. I dur och skur (1953) .... Greta Norman
12. Resan till dej (1953) .... Gun Karlsson
13. Sommarflickan (1955) .... Karin Pettersson
14. Symphonie in Gold (1956)
15. Swing it, fröken! (1956) .... Alice Lind
16. Musik ombord (1958) .... Ulla Wickström/Ulla Winther
17. Det svänger på slottet (1959) .... Inga 'Trollet' Larsson
18. Alice Babs och Nisse Linds Hot Trio (2004)